# Varces-Allières-et-Risset
 Varces-Allières-et-Risset  es una población y comuna francesa, en la región de Ródano-Alpes, departamento de Isère, en el distrito de Grenoble y cantón de Vif.

## Demografía
| 2152 | 2296 | 2809 | 3576 | 4592 | 5341 | 8272 |
| Para los censos de 1962 a 1999 la población legal corresponde a la población sin duplicidades (Fuente: INSEE [Consultar]) |      |      |      |      |      |      |